# Horstedt (Niedersachsen)
 Ikke at forveksle med Horsted (Sydslesvig).
Horstedt er en kommune i Samtgemeinde Sottrum med knap 1300 indbyggere (2013). Den ligger i den sydvestlige del af Landkreis Rotenburg (Wümme), i den nordlige del af den tyske delstat Niedersachsen. Samtgemeindens administration ligger i byen Sottrum.

## Geografi
Horstedt er den nordligste kommune i samtgemeinden, og i kommunen ligger ud over hovedbyen landsbyerne Clünder, Horstedt, Stapel und Winkeldorf. Kommunen krydses af motorvej A 1.